# Brexpiprazol
Brexpiprazolul este un antipsihotic atipic derivat de fenili-piperazină și chinolinonă, fiind utilizat în tratamentul schizofreniei și al depresiei majore. Calea de administrare disponibilă este cea orală.